# Majorie Marchi
Majorie Marchi (Rio de Janeiro, 13 de dezembro de 1974 - 26 de abril de 2016) foi uma travesti ativista negra brasileira, tendo sido considerada uma das principais lideranças do movimento LGBT no Rio de Janeiro.

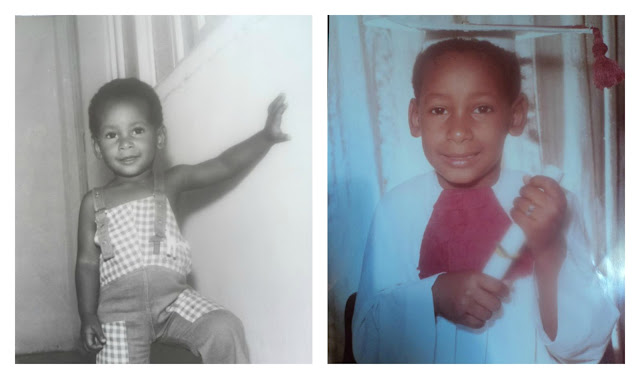
Majorie Marchi na infância

Marjorie é descrita por algumas fontes como mulher trans. Foi uma conhecida ativista por mais de uma década, até o seu falecimento em 2016, passando a ser mais conhecida após a morte de Hanna Suzart, militante de grande importância para o estado do Rio de Janeiro. Era oficialmente conhecida como presidente da ASTRA-Rio, Associação de Travestis e Transexuais do Rio de Janeiro, associação de que foi cofundadora.
Na década de 2000, reinventou a personagem histórica do quimbanda Francisco Manicongo como a travesti "Xica Manicongo", atribuindo-lhe o nome social pelo qual é hoje sobretudo conhecido. Em 2010, a associação ASTRA-Rio, a que Marchi presidia, criou o Prêmio Xica Manicongo, visando reconhecer iniciativas relacionadas com os direitos humanos e promoção da cidadania de travestis e pessoas trans.